# What You Know bout Me? Part 2
What You Know bout Me? Part 2 — тринадцатый студийный альбом американского рэпера Messy Marv, изданный лейблами Sumo Records, City Hall Records и Frisco Street Show 19 декабря 2006 года. Альбом является продолжением альбома What You Know bout Me?, выпущенного в том же месяце. Из-за довольно короткой длительности альбома можно сказать, что и первая, и вторая части напрямую дополняют друг друга.
Песня «Playin' with My Nose», вошедшая в альбом, была просмотрен на YouTube более 1 миллиона раз.

## Список композиций
1. Intro
2. Playin' Wit My Nose
3. Headline & The Feature
4. B
5. Doin' the Most (при участии Selau)
6. The Industry's New Problem (Skit)
7. When You See Me
8. Shackles [Remix]
9. You Were My World (при участии Jessica Rabbit)
10. Somthin' Exotic
11. The Black Top